# De Dry Papegaijtiens (schip, 1752)
De Dry Papegaijtiens (De Drie Papegaaien) was een Nederlands commandoschip in dienst van de Vereenigde Oostindische Compagnie uit de kamer Amsterdam. De kapitein was Vanderdoest. Het schip werd aangehaald door de Mechelaar Jan Frans Michel, tijdens zijn verblijf in Praia in november 1752, waar het schip samen met twee andere compagnieschepen, De Dry Heuvels en de Wimmenum voor anker ging. Deze drie schepen waren voordien voor de Vlaamse kust een tijd vastgeraakt in ondiep water. De drie schepen samen hadden een bemanning van 650 hoofden (dit schip 350, de twee andere samen 300). 
Het schip was 50 meter lang en woog 1150 ton. Voor zijn tijd (1752) was dit een hypermodern en reusachtig vaartuig.
. 
− 		  	
Het voer 4x uit: 3x naar Batavia: 

− 		  	
Vertrek Aankomst Kaap Vertrek Kaap Aankomst
− 		  	
1752-10-03 1753-03-06 1753-03-25 1753-06-14
− 		  	
1758-07-02 1758-11-14 1758-12-03 1759-02-13
− 		 	
1762-12-09 1763-03-15 1763-04-25 1763-07-05
− 		  		 
laatste keer naar Ceylon:
− 	
Vertrek Aankomst Kaap Vertrek Kaap Aankomst
− 		 
1764-12-17 1765-04-13 1765-04-27 1765-07-02
Opgelegd in 27/12/1768 (Batavia)